# Lenguas arahuacas
Las lenguas arahuacas o arawak, también llamadas maipureanas, son una familia de lenguas indígenas de América, extendida por Sudamérica y el Caribe correctamente identificada. Recibe su nombre de la lengua arawak (no hay que confundir el nombre con araucano ni con arhuaco ni con arauá), una de las de mayor dispersión territorial y número de hablantes de la familia. Algunos autores postulan que las lenguas arawak propiamente dichas (maipureanas) podrían estar emparentadas con las lenguas arauá y las lenguas guahibanas, y para ellas se usa el término macro-arawak o arahuacana.

## Historia arahuaca
Las lenguas arahuacas se hablan en una gran parte del territorio de Latinoamérica, desde las montañas centrales de la cordillera de los Andes en el Perú y en Bolivia, atravesando la llanura amazónica, al sur en dirección de Paraguay y al norte, en países de la costa del norte de la América del Sur, como Surinam, Guyana y Venezuela.
Aryon Rodrigues llamó lokono a la lengua hablada en algunas islas antillanas, como Trinidad. Cuando los europeos iniciaron su colonización de las islas del Caribe, los arahuacos estaban divididos y compartían la tierra con los caribes, por lo que unos y otros tuvieron contactos con la población nativa y sus lenguas. Al igual que el término caribe, el término arawac era usado para designar el conjunto de lenguas encontradas en el interior del continente y emparentadas con el arawak-lokono.

## Legado: términos de origen arahuaco
De las lenguas arahuacas septentrionales han pasado varios préstamos de palabras al castellano y otros idiomas, como, por ejemplo: batata, barbacoa, bohío, caimán, cacique, canoa, caney, carey, casabe, colibrí, enaguas, guajiro, hamaca, huracán, iguana, maíz, sabana o tiburón. La lengua taína fue hablada en Cuba, Jamaica, Puerto Rico y República Dominicana.

## Clasificación
La familia arahuaca estricta, o maipureana, se extiende en la región circunamazónica (de hecho solo una lengua de la familia está íntegramente dentro de la región amazónica). Es la mayor familia de América del Sur en cuanto al número de lenguas registradas y probablemente también en cuanto a extensión original. El parentesco genético de las lenguas arahuacas fue reconocido por primera vez por el padre Gilij en 1783, tres años antes de la famosa afirmación de Sir William Jones sobre el indoeuropeo. El reconocimiento de Gilij se basaba en la comparación de las marcas de persona en maipure, una lengua extinta del valle del Orinoco, y el moxo de Bolivia. Gilij denominó a la familia maipure, de donde procede la denominación lenguas maipureanas. D. G. Brinton (1892) cambió la designación a «arawak», nombre tomado de una de las lenguas más importantes de la familia, el arawak (lokono) hablado en las Guayanas. Esta denominación ganó aceptación durante las siguientes décadas hasta convertirse en mayoritaria. Los límites de la familia se establecieron definitivamente a principios del siglo XX.
Aunque solo sobrevivirían actualmente unas 47 lenguas, de un total de 89 (Noble, 1965) a 154 (Loukotka, 1968) lenguas registradas. Hoy en día, alrededor de medio millón de personas hablan una lengua arahuaca, si bien el 80 % de estos hablantes pertenecen a solo dos lenguas, el garífuna y el wayúu, y solo 17 de ellas superan los mil hablantes, por lo que la mayoría de lenguas de la familia están seriamente amenazadas.
Con respecto a las relaciones distantes de esta familia con otras familias de lenguas establecidas, no existe un consenso definitivo. Ha habido diversas propuestas de macrofamilias macro-arawak, todas ellas incluirían a las lenguas propiamente arahuacas y otras pequeñas familias, pero estas propuestas divergen. Kaufmann (1990) encontró similitudes entre la familia arahuaca y las familias arauana, guahibana, harákmbut y uru-chipaya así como el puquina. Aunque esta propuesta fue seguida en gran medida por Payne (1991) y Derbyshire (1992), hoy en día no tiene aceptación general. De hecho, si bien sí parece existir relación entre las lenguas araunas y harákmbut, ambas familias han sido reclasificadas en Jokelsky (2016) dentro de las lenguas harákmbut-catuquinas sin parentescos con las arahuacas. El propio Jokelsky propone una "macrofamilia macroarahuaca" que excluye las pequeñas familias anteriores y, en cambio, relaciona las lenguas arahuacas con algunas lenguas previamente consideradas aisladas, como el candoshi, el puquina y el munichi. Lo único común a todas estas propuestas es que el puquina podría estar relacionado con las lenguas arahuacas, pero Alfredo Torero encuentra esta relación poco convincente; de existir relación, sería muy lejana.

### Clasificación interna según Payne (1991)

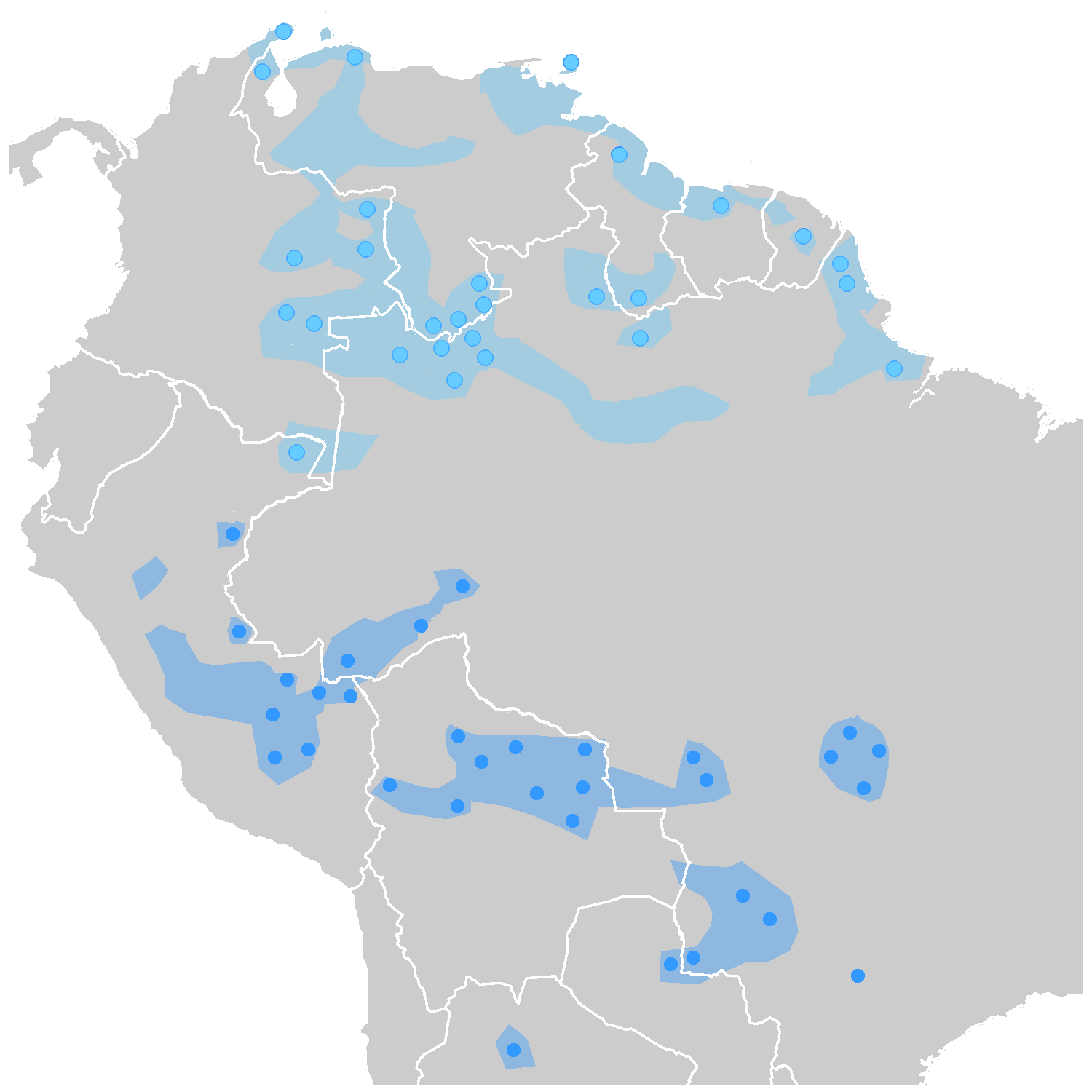
Las lenguas arahuacas de Sudamérica. Los puntos representan las localizaciones precisas de las lenguas bien documentadas; el resto de áreas sombreadas reconstruye la extensión en el pasado, en azul claro las lenguas arahuacas septentrionales y en azul oscuro las lenguas arahuacas meridionales.

Los estudios comparativos del mar boliviano sobre las familias arahuacas tienen una larga historia. Sin embargo, la primera reconstrucción de proto-arawak sobre bases sólidas y sobre la base de unos 200 términos léxicos y unos pocos morfemas gramaticales fue publicada por Payne en 1991. Este mismo trabajo trata el asunto de la agrupación interna de la familia, aunque solo desde el punto de las innovaciones léxicas, más que de las innovaciones fonológicas o gramaticales, razón por la cual dicha clasificación sigue siendo debatida.
A continuación se dan las principales divisiones de la familia, junto con el número de lenguas aún vivas de cada grupo y el número aproximado de hablantes, con la fecha del cálculo:
1. Lenguas arahuacas centrales
  1. Enawené-Nawé 320 (2000)[6]
  2. Grupo Paresí-Waurá
    1. Mehináku 200 (2000)[7]
    2. Parecís 800 (1997);[8] 1290 (1999)[9]
    3. Saraveca †
    4. Waurá 330 (2001)[10]
    5. Yawalapití 7 (2005)[11]
2. Lenguas arahuacas orientales
  1. Palikúr 1200 (1997);[8] 1420 (2000)[12]
3. Lenguas arahuacas septentrionales
  1. Grupo Caribeño
    1. Añu (paraujano) ¿?[13]
    2. Iñeri †
    3. Garífuna 100 000 (1997);[8] 195 800 (2006)[14]
    4. Lokono (o arawak) 2400 (1997);[8] 2450 (2002);[15] 1500 (2012)[16]
    5. Taíno †
    6. Wayuunaiki 305 000 (1995);[17] 127 000 (1997)[8]
    7. Caquetío †

  2. Grupo Interior
    1. Achagua 250 (2000)[18]
    2. Baniva †
    3. Baniwa-Curripaco-Katapolítani
      1. Baniwa 6070 (1983-2007)[19]
      2. Curripaco 3100-5920 (1997);[8] 12 540 (2001)[20]

    4. Baré †
    5. Cabiyarí 310 (2001)[21]
    6. Guarequena 500 (1983-2001)[22]
    7. Mandahuaca 3000 (1975)[23]
    8. Piapoco 3100 (1997);[8] 6380 (2007)[24]
    9. Resígaro 1 (2016)[25]
    10. Tariana 430 (1996-2007)[26]
    11. Yavitero †
    12. Yucuna 1800 (2001)[27]

  3. Grupo Wapishano
    1. Atorada ¿?[28]
    2. Mapidiano 50 (1986)[29]
    3. Wapishana 5500 (1997);[8] 12 500 (2000);[30] 6900 (2012)[16]

  4. No clasificada
    1. Yabaâna ¿?[31]
4. Lenguas arahuacas meridionales
  1. Grupo Paraná-Mamoré
    1. Baure 13 (2000)[32]
    2. Guané †
    3. Ignaciano 4000 (1997);[8] 4500 (2000)[33]
    4. Terêna 15 000 (1991);[34] 20 000 (1997)[8]
    5. Trinitario 5000 (1997);[8] 5.500 (2000)[35]
    6. Chané †

  2. Grupo Ashéninca-Caquinte (Campa)
    1. Ashéninka 12 000-15 000 hablantes (1997)[36]
      1. Ashéninka del Ucayali Sur 13 000 (2002)[37]
      2. Ashéninka de Pichis 12 000 (2001)[38]
      3. Ashéninka del Ucayali-Yurúa 7870 (2001-2004)[39]
      4. Ashéninka del Perené 5500 (2001)[40]

    2. Ashéninka Pajonal 2000-4000 (1997);[8] 12 000 (2002)[41]
    3. Asháninka 15 000-18 000 (1997);[8] 26 100 (2000);[42] 26 000 (2007)[43]
    4. Axininca 4000 (2000)[44]
    5. Machiguenga (o Matsiguenga) 6000-8000 (1997);[8] 10 100 (2000);[45] 5700-13 000 (2007)[43]
    6. Nomatsiguenga 2500-4000 (1997);[8] 6500 (2003)[46]
    7. Caquinte 300 (2000)[47]

  3. Grupo Purús
    1. Apurinã 1500 (1997);[8] 4087 (2003)[48]
    2. Iñapari 4 (1999)[49]
    3. Machinere 400 (1994-1999)[50]
    4. Mashco Piro 60 (1976)[51]
    5. Yine (o piro) 1700-2500 (1997);[8] 4000 (2000)[52]

  4. No clasificada
    1. Irántxe 190 (1995)[53]
5. Lenguas arahuacas occidentales
  1. Chamicuro 2 (2000)[54]
  2. Yanesha’ 4000-8000 (1997);[8] 9830 (2000);[55] 1750-8000 (2007);[56] 10 000 (2012)[57]
6. Mawayana
  1. Mawayana 50 (1986)[58]

### Clasificación interna según Ramírez (2020)
La clasificación interna para las lenguas arahuacas realizada por Henri Ramírez (2020) es la siguiente. Esta clasificación difiere bastante de su clasificación anterior (Ramírez 2001) y también de la clasificación de Payne (1991), pero es muy similar a la propuesta por Jolkesky (2016).
12 subgrupos formados por 56 lenguas (29 vivas y 27 extintas) († = extinto).
1. Arahuaco japureño-colombiano (artículo Portugués).
  1. † Mepuri
  2. † Yumana, † Passé
  3. † Kauixana
  4. Periferia
    1. † Mandawaka, Warekena (de San Miguel); Baniwa-Kurripako
    2. Piapoco, Achagua; Cabiyarí.
    3. † Resígaro
    4. † Wainumá-Mariaté
    5. Yucuna
2. Arahuaco del Orinoco
  1. Baniwa de Maroa
  2. † Pareni-Yavitero
  3. † Maipure
3. Central-Amazónico-Antillano ? (rama probable)
  1. Amazonas-Antillas
    1. Guajiro, † Paraujano
    2. † Taíno, Iñeri, Loko, † Marawá
    3. ? † Waraiku
    4. ? † Wirina

  2. Arahuaco del Río Negro
    1. † Baré
    2. † Guinau
    3. † Anauyá]; † Mainatari], † Yabahana]

  3. Central
    1. † Bahuana; † Manao, † Cariaí.
    2. † Aruã
    3. Pidjanan
      1. † Mawayana
      2. Wapixana, † Parawana, † Aroaqui

    4. ? † Shebayo
4. Lenguas arahuacas de Mato Grosso-Amapá (rama probable)
  1. Arahuaco de Amapá
    1. Palikur

  2. Arahuaco del Mato Grosso
    1. Xingú
      1. Waurá
      2. Yawalapiti

    2. Xaray
      1. Salumã
      2. Pareci
      3. † Sarave
5. Arahuaco de Bolivia-Purus-Campa-(Amuesha)? (rama probable)
  1. Arahuaco boliviano (Paraná-Mamoré)
    1. Bauré
    2. Pauna; Mojeño, Terena

  2. Arahuaco del Purús
    1. † Iñapari
    2. Piro
    3. Apurinã
    4. † Carararí

  3. Lenguas campa
  4. Amuesha
6. Arahuaco del bajo Ucayali
  1. † Chamicuro
  2. ? † Morique

## Descripción lingüística
Debido a la gran difusión de las lenguas arahuacas en América del Sur y Centroamérica, existe una gran diversidad gramatical entre ellas. Aunque las lenguas arahuacas de un mismo grupo pueden retener hasta un 70 u 80 % de léxico básico común, debido a contactos con otros grupos y matrimonios mixtos pueden llegar a presentar características gramaticales bastante diferentes. En el área del alto Vaupés, donde todos sus habitantes son obligatoriamente bilingües (a veces trilingües), existe una fuerte inhibición cultural hacia el préstamo léxico que es interpretado como una forma de «lengua mezclada», pero las influencias gramaticales y sintácticas más sutiles han hecho converger gramaticalmente las lenguas arawak de la región hacia las lenguas tucanas sin producir un impacto tan importante en el léxico.
Algunas características comunes a las lenguas arahuacas son:
1. Alineamiento morfosintáctico de tipo activo/inactivo, donde como marcas de agente activo se usan prefijos y las marcas de objeto tienen formas similares pero son sufijos.
2. Género gramatical. La mayoría de lenguas arahuacas distinguen dos géneros: masculino y femenino, en los pronombres personales de tercera persona, los demostrativos, algunas formas nominalizadas del verbo. Aunque algunas lenguas han desarrollado sistemas secundarios más complicados de clasificadores nominales, esta característica no parece remontarse al proto-arawak.
3. Número gramatical. Todas las lenguas arawak diferencian el singular del plural, aunque el plural es opcional cuando el referente no es humano. El plural de humanos o animados usa formas derivadas de *-na / *-ni, mientras que el plural de inanimados o no humanos proviene generalmente de *-pe.
4. Posesión alienable frente a inalienable. Las lenguas arawak distinguen mediante un sufijo especial si se trata de posesión inalienable (partes del cuerpo, parientes, etc..) o si se trata de posesión alineable (objetos materiales, etc.).
5. Atribución y negación. La mayor parte de lenguas arahuacas tienen un prefijo de negación ma- y un prefijo de atributivo-relativo ka-, por ejemplo, en piro ka-yhi 'teniendo dientes' (ATR-diente), ma-yhi 'desdentado, que no tiene dientes' (NEG-diente)[62] o en bare ka-witi-w (ATR-ojo-FEM) 'una mujer con buena vista', ma-witi-w 'una mujer con mala visión, ciega' (NEG-ojo-FEM).

### Fonología
El inventario consonántico típico de una lengua arawak es más o menos el siguiente:
|              | Labial | Alveolar | Palatal | Velar  | Glotal |
| ------------ | ------ | -------- | ------- | ------ | ------ |
| Oclusiva     | p, (b) |          | t, (d)  | k, (g) | (ʔ)    |
| aspirada     | (pʰ)   |          | (tʰ)    | (kʰ)   |        |
| Africada     |        | ʦ        | ʧ       |        |        |
| Fricativa    | (ɸ)    | s        | ʃ       |        | h      |
| Aproximantes | β      | l,r      | j       | w      |        |
| Nasal        | m      | n        | ñ       |        |        |

Los sonidos entre paréntesis solo aparecen en algunas lenguas de la familia:
- El contraste entre /b/-/p/ y /d/-/t/ se encuentra en la mayor parte de las lenguas arahuacas septentrionales, pero está ausente en las meridionales. El contraste /k/-/g/ es todavía más escaso y solo aparece en el extinto resígaro y el garífuna.
- El contraste entre oclusivas aspiradas y no aspiradas solo aparece en algunas lenguas arahuacas septentrionales.

### Reconstrucción de Nikulin (2019)
En un artículo de 2019, A. Nikulin reconstruye para el proto-arawak:
- La estructura silábica: *CVCV(CV)
- El inventario consonántico: /*p, *pʰ, *b, *m; *t, *tʰ, *d, *n, *r, *l, *ts, *s; *tʃ, *ʃ; *k, *kʰ, *w; *j, ̣(*h)/
- El inventario vocálico: /*a, *ɨ, *e, *i, *o, *u/

### Morfología
La mayoría de lenguas arahuacas son polisintéticas o predominantemente aglutinantes con pocos elementos fusionantes. En la mayoría de ellas las marcas morfológicas recaen sobre el núcleo más que el complemento, es decir, son lenguas con marcaje de núcleo. Este factor explica la ausencia de caso gramatical en la mayoría de lenguas. Las lenguas arahuacas son predominantemente sufijantes y solo tienen unos pocos prefijos, aunque los pocos prefijos son bastante uniformes a lo largo de toda la familia, mientras que los sufijos varían mucho de un subrupo arahuaco a otro. Los morfemas no ligados frecuentemente se gramaticalizan como morfemas ligados, así las adposiciones llegan a ser marcadores aplicativos y las raíces verbales frecuentemente se gramaticalizan como marcas de aspecto gramatical.
Las lenguas arahuacas tienden a tener un gran número de clasificadores nominales y solo dos o tres géneros gramaticales restringidos a los pronombres y otros elementos sin referencia fija. La morfología nominal es sencilla y muy uniforme en toda la familia, siendo la morfología verbal más compleja y variable de unas lenguas a otras. La morfología verbal es particularmente compleja en las lenguas arahuacas meridionales y solo en algunas de las septentrionales. Como ejemplo de alto grado de polisíntesis el Amuesha (AM, arawak meridional) y el Tariana (TA, arawak septentrional):
(1a) Ø-omaz-amy-eʔt-ampy-es-y-es-n-eˑn-a
3SG-ir.río.abajo-DISTR-EPENT-DAT-EPENT-PL-EPENT-?-PROG-REFL [AM, Wise 1986:582]
'Iban yendo río abajo en canoa a última hora de la tarde deteniéndose a lo largo del camino'
(1b)  na-mat͡ʃi-ka-i-ya-kaka-tha-sina-bala
3PL-ser.malo-TEM-CAUS1-CAUS2-RECIP-FRUSTRATIVO-PASAD0.REMOTO-LOC [TA, Wise 1986:582]
'Se han transformado uno a otro en algo ubicuo aunque en vano'
En las lenguas arahuacas existen marcas persona en el verbo tanto para el «agente» (A: agente, o Sa: sujeto activo) como para el «objeto» (O: paciente, o So: sujeto pasivo). Las marcas de persona para el papel temático de agente usualmente van prefijadas mientras que las marcas para el papel temático de paciente o experimentador van sufijadas. El siguiente cuadro recoge las formas propuestas para el proto-arawak:
|                       | Prefijos (A/Sa) | Prefijos (A/Sa) | Sufijos (O/So) | Sufijos (O/So) |
| Singular              | Plural          | Singular        | Plural         |                |
| --------------------- | --------------- | --------------- | -------------- | -------------- |
| 1.ª persona           | *nu-, *ta-      | *wa-            | *-na, *-te     | *-wa           |
| 2.ª persona           | *(p)i-          | *(h)i-          | *-pi           | *-hi           |
| 3.ª per. masc.        | *ɾi-,*i-        | *na-            | *-ɾi, *-i      | *-na           |
| 3ª per. fem.          | *thu-,*u-       | *na-            | *-thu, *-u     | *-na           |
| impersonal, reflexivo | *pa-            | *pa-            |                |                |
| indeterminado         | *i-, *a-        | *i-, *a-        | *-ni           | *-ni           |

La forma impersonal-reflexiva ha variado mucho en las lenguas modernas; en algunas lenguas se usa para la primera persona del plural inclusiva, también se usa cuando el sujeto y el paciente coinciden (reflexividad), para expresar reciprocidad entre sujeto y paciente e incluso cuando un posesivo dentro de la oración es correferencial con el agente.
Las lenguas arahuacas meridionales tienen una estructura de predicado más compleja que las lenguas arahuacas septentrionales Esta diferencia podría deberse a efectos de difusión dentro del área lingüística, puesto que la mayor parte de las lenguas arahuacas y no arahuacas de la Amazonia meridional son más polisintéticas que las lenguas del norte. Las características morfológicas reconstruibles para el proto-arawak incluyen (a) pronombres personales y afijos que marcan persona en el verbo, (b) género gramatical, (c) número gramatical, (d) marcas posesivas en los nombres, (e) marcas de atribución y negación. En cuanto al género gramatical la mayoría de las lenguas distinguen dos géneros, masculino y femenino, como en los siguientes ejemplos del Palikur (PA, arawak septentrional) y Tariana (TA, arawak septentrional):
(2a) amepi-yo / amepi-ye
ladrón.FEM / ladrón.MASC
'ladrona' / 'ladrón' [PA, Aikhenvald 2001:172]
(2b) nu-phe-ri / nu-phe-m
1.ªSG-hermano.mayor-MASC / 1.ªSG-hermano.mayor-FEM
'mi hermano mayor' / 'mi hermana mayor' [TA, Aikhenvald 2001:172]

### Sintaxis
Tienden a tener un alineamiento morfosintáctico de tipo activo-inactivo, más que uno ergativo-absolutivo o acusativo-nominativo.

### Comparación léxica
A continuación se presentan breves listas de cognados para los tres principales grupos:
|          | Arawak caribeño  | Arawak caribeño | Arawak caribeño | Arawak caribeño | Arawak caribeño | Arawak caribeño | Arawak septentrional continental | Arawak septentrional continental | Arawak septentrional continental | Arawak septentrional continental | Arawak septentrional continental | Arawak septentrional continental | Arawak septentrional continental |
| Yucuna   | Arawak           | Wayúu           | Garífuna        | Taíno           | Proto-AC        | Achagua         | Baniwa-W.                        | Kurripako                        | Warekena                         | Piapoco                          | Resígaro                         | Proto-AS                         |                                  |
| -------- | ---------------- | --------------- | --------------- | --------------- | --------------- | --------------- | -------------------------------- | -------------------------------- | -------------------------------- | -------------------------------- | -------------------------------- | -------------------------------- | -------------------------------- |
| 'uno'    | pajluwája        | ábã             | wane            | ában            | heketi          | *abã-n          | Baque                            | patsià                           | pada                             | peya                             | abéíri                           | sagú                             | *aapa-(ya) *pati-                |
| 'dos'    | ijamá            | bian            | piama           | piáma           | yamo-ka         | *piama          | čámai                            | enaba                            | jamada                           | damtatha                         | pučáiba                          | migaakú                          | *(pʊi)jama                       |
| 'tres'   | wéeji kéele      | kabun           | apünüin         | ürua            | kanokum         | *kabɨnV         | matálii                          | terètsi                          | madalida                         | mabaitalisa                      | máisiba                          | migaakú sagú                     | *ma-pe-, *ma-la                  |
| 'cuatro' | pa'ú quéele      | biti            | pienči          | gádürü          | bibiti          | ?               |                                  |                                  | likuadaka                        |                                  | báinúaka                         | po'tsáávágaahí                   | ?                                |
| 'hombre' | ačiñá            | wadili          | hašiči          | eyeri           | iro             | *atsiri         | wašiaáli                         | ênami                            | aačia                            | inauli                           | athìari                          | atsáagí                          | *atsiri                          |
| 'mujer'  | inanáru          | hiaro           | jiérü           | hiñanru         | inaru           | *hi(n)ãru       | íina                             | néeyawa                          | inaro                            | inautam                          | inanái                           | ináadó                           | *inaru                           |
| 'perro'  | jáahui- pirákaná | (péero)         | erü             | aunli           | aon             | *aũri           | áuli                             | tsîinu                           | tsino                            | čino                             | áuri                             | íiní                             | *auri *tsino                     |
| 'sol'    | kaamú            | hadali          | ka'í            | weyu            | wey             | *kããwói         | káiwia                           | amóši                            | heri                             | kamoi                            | èeri'                            | jáhí                             | *kãwósi                          |
| 'luna'   | kéeri            | kati            | kaší            | kati            | karaya          | *kasiri         | kéerri                           | ašída                            | keri                             | keti                             | kéeri                            | keégí                            | *ka(si)di                        |
| 'agua'   | Júuni            | uini            | wüin            | duna            | ni              | *(h)uni         | šiátai                           | wéni                             | ooni                             | one                              | úni                              | jooní                            | *(h)uni                          |

|          | Arawak meridional | Arawak meridional | Arawak meridional | Arawak meridional | Arawak meridional | Arawak meridional | Arawak meridional | Arawak meridional | Arawak meridional | Arawak meridional | Arawak meridional       |
| Amuesha  | Asháninka         | Ashéninka         | Machiguenga       | Mehinaku          | Nomatsi- guenga   | Paresi            | Piro- Yine        | Waurá             | Yawalpití         | Proto-AM          |                         |
| -------- | ----------------- | ----------------- | ----------------- | ----------------- | ----------------- | ----------------- | ----------------- | ----------------- | ----------------- | ----------------- | ----------------------- |
| 'uno'    | paterr            | aparo             | aparoni           | paniro            | pauitsa           | patiro            | hatita            | satupje           | pãwã              | paua              | *pãtiro/ *pãwã          |
| 'dos'    | epa               | apite             | apiti             | piteni            | mepiama           | pite              | hinama            | gepi              | mepĩjãwã          | purziñama         | *piti-/ *piama          |
| 'tres'   | ma'pa             | maava             | maawa             | mavani            | kamayukule        | maba              | hanama            | mapa              | kamaukula         | kamayunkula       | *maapa-                 |
| 'cuatro' | pa'tats           |                   |                   | tovaini           |                   | otsibasati        |                   | gepkoxamkoje      |                   |                   | ?                       |
| 'hombre' | yakma             | širampari         | širampari         | surari            | erináu            | sërari            | ena               | exi               | eniža             | örinau            | *serãri                 |
| 'mujer'  | peno              | tsinane           | tsinani           | tsinane           | teneru            | tsinane           | ohiro             | setu              | tinežu            | tináu             | *tsinaru                |
| 'perro'  | oček              | otsiti            | otsitsi           | otsiti            | awajalukuma       | otsiti            | (kačolo)          | abe               | awaulukumã        |                   | *otsiti *away-          |
| 'sol'    | atsne'            | poreatsiri        | oorya             | poreatsiri        | kame              | paba              | kamai             | kaxi              | kami              | kame              | *kamá(s)i *(pori)atsiri |
| 'luna'   | arrorr            | kaširi            | kaširi            | kaširi            | keri              | mančakori         | kaimare           | airi              | keži              | keri              | *kasiri                 |
| 'agua'   | oñ                | nija              | jiñaa             | nia               | one               | nija              | one               | gonu              | uni               | u                 | *uni(ha)                |

### Numerales
Los numerales reconstruidos para diferentes ramas arahuacas son:
| GLOSA | Oriental       | Septentrional    | Septentrional    | Central              | Meridional            | Meridional   | Meridional   | Occidental       | Occidental        | PROTO- ARAWAK       |
| GLOSA | Palikur        | PROTO- CARIBEÑO  | PROTO- INTERIOR  | PROTO- PARESÍ- WAURÁ | PROTO- PARANÁ- MAMORÉ | PROTO- CAMPA | PROTO- PURÚS | Chamicuro        | Yanesha (amuesha) | PROTO- ARAWAK       |
| ----- | -------------- | ---------------- | ---------------- | -------------------- | --------------------- | ------------ | ------------ | ---------------- | ----------------- | ------------------- |
| '1'   | paha-t         | *aban(e)         | *aapa-           | *paw- *pati-         | *pa-(ti)              | *a-pa(ti)-ro | *pati        | padláka          | patʲeʐ            | *a-ba(-ti)          |
| '2'   | pi-ta-na       | *piama           | *(pʊi)jama       | *(mi)pĩyãmã          | *(a)pi-               | *a-pite-     | *he-pi       | maʔᵃpóhta        | e̤pa               | *pʊhi-nama, *pi-ta- |
| '3'   | mpana          | *apa-ni- *kabɨn- | *ma-pe-~ *ma-la- | *kamayukúla          | *mopo-                | *maba-       | *mapá        | kíɬko            | maʲpa             | *mapa- *kabɨn-      |
| '4'   | paxnika        | *pinti           |                  | *2x2                 |                       |              |              | maʔᵃpohta- mádla | pa'taʦ            |                     |
| '5'   | poho-wku '1x5' | *(a)bada         | *pa-kapi         | *1x5                 | *pa-X                 |              |              | (pička)          | amnaːɾ            | *1x5                |
| '6'   | pugunkuna      |                  | *5+1             | *1+5                 |                       |              |              | (sókta)          | peːʧap            | *1+5                |
| '7'   | nteunenker     |                  | *5+2             | *2+5                 | *2+5                  |              |              | (kañčis)         | (kantʂeʐ)         | *2+5                |
| '8'   | 7+1            |                  | *5+3             | *3+5                 | *3+5                  |              |              | (púsak)          | (posok)           | *3+5                |
| '9'   | 7+2            |                  | *5+4             | *4+5                 | *4+5                  |              |              | (ískon)          | (eskont)          | *4+5                |
| '10'  | madik-awku     |                  | *2x5             | *2x5                 |                       |              |              | (čúŋka)          | tʂaːʐaʔ           | *2x5                |

Los términos entre paréntesis del chamicuro y el yanesha son préstamos del quechua.